# Zhoukoudian
Zhoukoudian (周口店, äldre transkription: Choukoutien) är en köping i Kina. Den ligger i stadsdistriktet Fangshan i storstadsområdet Peking, omkring 50 kilometer sydväst om stadskärnan. Grottsystem i närheten av byn har varit platsen för många arkeologiska upptäckter, bland annat en av de äldsta exemplaren av homo erectus, kallad Pekingmänniskan.  Platsen är ett av Kinas Unesco-listade världsarv.
Sprickor i kalkstenen som innehåller lämningar från mellersta Pleistocen-eran har avslöjat resterna av omkring 40 individer såväl som djurrester och stenflisor och hackverktyg. De äldsta är ca 500 000 år gamla.
Under den äldre stenåldern, blev platsen bosatt av homo sapiens, människan. Deras verktyg av ben och sten har även upptäckts i den övre grottan. Så tidigt som början av 1960-talet listade kinesiska staten platsen som ett viktigt område med kulturella reliker. Den åsikten har sedan stärkts.